# Relationer mellan Kanada och Sverige
Relationer mellan Kanada och Sverige refererar till de bilaterala relationerna mellan Kanada och Sverige. De olika intressefrågorna är nära och goda, inte minst sedan grundandet av Arktiska rådet, där länderna figurerar som två av medlemsnationerna. Båda länderna har starkt engagemang i fredsbevarande, FN-reformer, biståndsarbete, miljöbevarande, hållbar utveckling och skyddandet av mänskliga rättigheter. Dessutom finns över 300 000 kanadensare av svenskt ursprung. Kanada har en ambassad i Stockholm och två konsulat, i Göteborg och Malmö. Sverige har en ambassad i Ottawa och 10 konsulat i Calgary, Edmonton, Fredericton, Halifax, Montréal, Québec, Regina, Toronto, Vancouver och Winnipeg.

## Relationshistoria
Sverige blev 2004 första europeiska stat att gå med i International Model Forest Network, skapat på kanadensiskt initiativ. Sveriges aktiva medlemskap består av två modellskogar i Sverige, vilket stärkt banden mellan Kanadas ursprungsbefolkning och Sveriges samer.
Handelsvolymen mellan Kanada och Sverige är liten men växande. Kanadas export till Sverige (främst malm och maskiner, elektriska såväl som mekaniska) uppgick 2007 till totalt 544,7 miljoner dollar, medan Kanadas import från Sverige uppgick till 2,1 miljarder dollar under samma period. Bland nyckelimportvarorna finns maskiner, läkemedel och fordon.
2007 uppgick kanadensiska direktinvesteringar i Sverige till omkring $13 miljarder, medan svenska direktinvesteringar i Kanada (FDI) nådde $8,5 miljarder. Sverige spenderar uppskattningsvis 4 % av sin BNP på forskning och utveckling, högst inom OECD, med forskning uppdelad på universitetsbaserad och företagsforskning. Forskning inom företagssektorn är främst inriktad på transport, telekommunikationer och läkemedel, dominerat av Ericsson. Möjligheter för samarbete inom forskningen mellan Kanada och Sverige är bland annat skogsbruk, avancerade material, genomik och läkemedel, informationsteknologi samt arktiska miljöstudier av Jordens atmosfär.

## Sport

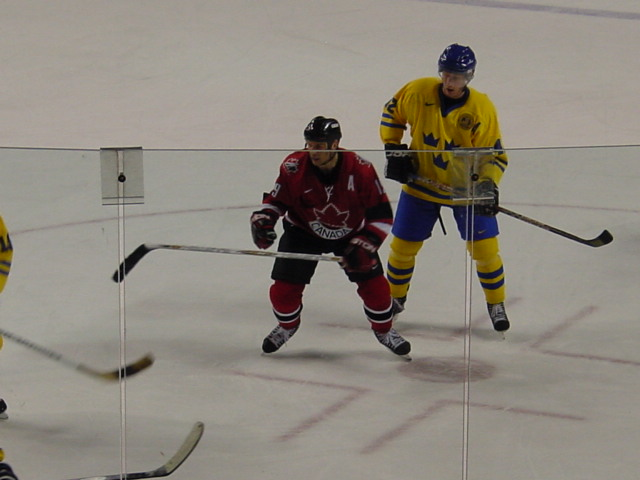
Kanada–Sverige vid olympiska ishockeyturneringen 2002, Salt Lake City.

På sportsidan tillhör båda lagen världstoppen i bland annat curling och ishockey och har mött varandra ofta.